# Vasilīs Simtsak
Vasilīs Simtsak (in greco Βασίλης Σίμτσακ?; Atene, 3 marzo 1981) è un allenatore di pallacanestro ed ex cestista greco.